# سان جيوفاني سورجيو
سان جيوفاني سورجيو ، (بالإنجليزية: San Giovanni Suergiu)‏، (سردينيا: Giuanni de Suergiu)، هي بلدية في مقاطعة جنوب سردينيا في المنطقة الإيطالية سردينيا، وتقع حوالي 50 كيلومترا (31 ميل) غرب كالياري, وحوالي 4 كيلومترات (2 ميل) جنوب كاربونيا. 

## السكان
في سنة 1861 بلغ عدد السكان 1٬206 نسمة، وتطور العدد ليصل في سنة 2011 لـ 6٬020 نسمة.
يظهر هذا المخطط البياني تطور النمو السكاني لـ سان جيوفاني سورجيو